# Selección de fútbol de Cuba
La selección de fútbol de Cuba es el representativo nacional del país caribeño en las competiciones oficiales de fútbol. Su primer partido oficial tuvo lugar en 1930 en los Juegos Centroamericanos y del Caribe de dicho año. Es controlada por la Asociación de Fútbol de Cuba, fundada en 1925, afiliada a la FIFA desde 1932 y a la CONCACAF desde 1961. Su sede para los partidos de local es habitualmente el Estadio Pedro Marrero de La Habana,aunque actualmente se está utilizando el Estadio Antonio Maceo de Santiago de Cuba mientras que se llevan a cabo varias obras de remodelación en el Pedro Marrero para hacer que cumpla con las normas de la FIFA.
Cuba ostenta el privilegio de ser el primer país del Caribe en llegar a la fase final de la Copa Mundial de Fútbol al clasificarse al Mundial de Francia 1938, alcanzando los cuartos de final. Nunca más ha participado en una Copa del Mundo desde aquel entonces y es, junto a Indonesia, la selección que más tiempo lleva sin volver a clasificarse entre las que ya han tenido el privilegio de jugarla en la historia.
También hay que destacar que los cubanos se han clasificado en dos oportunidades a los Juegos Olímpicos, en 1976 y en 1980 (donde llegaron a los cuartos de final).
En el año 2013, la selección sub-20 logra por primera vez su pase al mundial de la categoría (Turquía 2013), mientras que la selección sub-17 posee dos participaciones a los mundiales de esa categoría, en 1989 y 1991.
A pesar de que el fútbol no es un deporte tradicional en la isla, en los últimos años ha habido una notable mejoría en este ámbito. Cuba obtuvo el segundo lugar en la Copa del Caribe en los años 1996, 1999 y 2005 habiendo ganado exitosamente la edición del 2012.
A nivel amateur, Cuba ha ganado en 5 ocasiones la medalla de oro en los Juegos Centroamericanos y del Caribe 1930, 1970, 1974, 1978 y 1986. Además logró la medalla de plata en los Juegos Panamericanos de 1979 y la Medalla de bronce en 2 oportunidades: 1971 y 1991.
El 10 de agosto de 2017, la selección cubana entró sorpresivamente al top 30 de los peores equipos del Ranking FIFA, en su peor posición obtenida: 188.º
Pese a que era una selección mayormente cerrada y solo se centraba en convocar a jugadores de la liga nacional, a partir de 2021 cambió su normativa y empezaron a llamar futbolistas cubanos que se encontraban jugando en torneos extranjeros.

## Historia

### Inicios
La selección cubana de fútbol apareció por primera vez con motivo de los Juegos Centroamericanos y del Caribe de 1930 en La Habana, derrotando a Jamaica por 3-1 el 16 de marzo de aquel año, en lo que fue su primer cotejo internacional. Cuatro días más tarde derrotaría a Honduras por un contundente 7-0 logrando su pase a la ronda final. Tras volver a derrotar a Honduras (5-0) y luego a Costa Rica (2-1) y El Salvador (5-2), Cuba se adjudicó la medalla de oro de los juegos regionales, siendo su primer éxito internacional.

Si bien Cuba no participó de la primera edición de la Copa Mundial de Fútbol, sí disputó las clasificatorias al Mundial de 1934 donde eliminó a Haití después de jugar tres encuentros en Puerto Príncipe (3-1, 1-1, 6-0) aunque luego cayó ante México también al cabo de tres partidos jugados en Ciudad de México (2-3, 0-5, 1-4).

### Mundial de Francia 1938
Cuba ha sido el primer país del Caribe en llegar a la fase final de la Copa Mundial de Fútbol, aprovechando los retiros de Colombia, El Salvador, Costa Rica, Guatemala y Surinam en una situación sin precedentes. Así pues, durante el Mundial de Francia 1938 y de la mano del técnico José Tapia, derrotaron a Rumanía por 2-1 en un partido de repetición tras haber empatado 3-3, siendo eliminados en cuartos de final por Suecia por un contundente 8-0, en la peor derrota de la historia de la selección. Cuba nunca más ha participado en un Mundial desde aquella hazaña, siendo, junto a Indonesia, la selección que más tiempo lleva sin volver a jugar una Copa Mundial de Fútbol de las ya clasificadas alguna vez hasta ahora.

### De 1940 a 1970
Cuba participó de las dos ediciones de la extinta Copa NAFC, el primer torneo regional organizado en Norteamérica por la Unión Norteamericana de Fútbol (NAFU). Fueron subcampeones en 1947. El segundo torneo en 1949, clasificatorio al Mundial de Brasil 1950, vio a los cubanos acabar en tercer lugar detrás de México y Estados Unidos quienes fueron a la justa.
Comenzada la década del 50, la FIFA no aceptó la entrada de la selección cubana en las eliminatorias al Mundial de 1954 que tampoco participó de la fase preliminar del Mundial entre 1958 y 1962. 
Entretanto, los cubanos sí disputaron varias ediciones de la otrora Copa CCCF (antecesora de la futura Copa Concacaf de Naciones) y en 1961 se afiliaron a la CONCACAF, tras la fusión de la CCCF y la NAFU.
Cuba regresó a las eliminatorias al Mundial de 1966 donde compartió el grupo 1 de la primera fase junto con Jamaica y Antillas Neerlandesas. Finalizó el grupo en el último lugar con tres puntos.

### Años 1970
Para las clasificatorias al Mundial de 1970, la participación cubana volvió a ser rechazada por la FIFA. Por otro lado, al haberse creado el primer torneo continental de la CONCACAF, la Copa Concacaf de Naciones, los cubanos disputaron la edición de 1971, certamen donde alcanzaron el cuarto lugar.
Sin participación en la fase preliminar al Mundial de 1974, Cuba hizo su retorno al torneo de eliminatorias al Mundial de 1978 donde fueron eliminados en segunda ronda a manos de Haití (1-1, 1-1 y 0-2 en play-off de desempate).
La década del setenta fue particularmente relevante para la selección de fútbol amateur de Cuba quien se adjudicó la medalla de oro en los Juegos Centroamericanos y del Caribe de 1970, 1974 y 1978 y sobre todo consiguió clasificarse por primera vez a los Juegos Olímpicos en Montreal 1976. Lograría reeditar ese logro al clasificarse, cuatro años más tarde, a los Juegos de Moscú 1980 donde incluso llegaría a cuartos de final.

### De 1980 a 2000
Iniciadas las clasificatorias al Mundial de 1982, los cubanos lograron disputar la ronda final celebrada en Tegucigalpa (Honduras), donde terminaron en 5° lugar, a dos puntos de El Salvador (2°) quien, junto a Honduras (1°), sacó su boleto al Mundial de 1982.
Tras no participar en las eliminatorias a México 1986, Cuba fue eliminada en primera ronda de la fase preliminar al Mundial de 1990 por Guatemala (0-1, 1-1). Nótese que en esta década, Cuba consiguió ganar su quinta y última medalla de oro en los Juegos Centroamericanos y del Caribe de 1986 en República Dominicana.
Retirados de la eliminatoria rumbo a EE. UU. 1994, los cubanos regresaron para el torneo clasificatorio al Mundial de 1998. Superadas fácilmente las segunda y tercera ronda de la zona caribeña, Cuba llegó a la ronda semifinal en el grupo 2 en compañía de Canadá, El Salvador y Panamá. Finalizaron últimos con tres puntos aunque los cubanos disputaron todos sus partidos como local fuera de la isla.
A finales de la década de 1990, la selección cubana lograría clasificarse por primera vez a la Copa de Oro de la Concacaf, concretamente en 1998, tras vencer a San Cristóbal y Nieves (2-0) en un play-off que oponía a los subcampeones de la Copa del Caribe de 1996 (Cuba) y de la Copa del Caribe de 1997 (San Cristóbal y Nieves). Cuba tuvo una discreta participación en ese torneo al finalizar última del grupo C, derrotada por el local Estados Unidos (0-3) y Costa Rica (2-7).
Cuba terminaría esta década con un nuevo subcampeonato en la Copa del Caribe de 1999 al ser derrotada apretadamente por Trinidad y Tobago 2-1.

### Años 2000
Tras superar a Islas Caimán y luego Surinam en las primeras rondas preliminares de las eliminatorias rumbo al Mundial de 2002, Cuba sucumbió ante Barbados, después de una definición en la tanda de penaltis (1-1, 1-1 [5:4 pen.]). Pudo, sin embargo, jugar una serie eliminatoria ante Canadá aunque cayó 0-1 en La Habana el 4 de junio de 2000 para luego empatar 0-0 en Winnipeg una semana después, resultado insuficiente para conseguir su pase a la segunda fase.
A fines de 2000, el peruano Miguel Company aceptó dirigir a la selección cubana cumpliendo un viejo sueño, el trabajar por la Revolución (según sus propias aseveraciones). La llegada de Company coincidió con el inicio de un resurgir del fútbol cubano en esta década ya que la selección logró clasificarse consecutivamente a cuatro Copas de Oro entre 2002 y 2007. En la Copa de Oro de 2002, Cuba fue eliminada en primera fase (aunque pudo rescatar un empate 0-0 ante Corea del Sur, futura semifinalista del Mundial de 2002). En la Copa de Oro de 2003, llegó a cuartos de final (su mejor registro en esta competencia) después de derrotar a Canadá en la primera vuelta (2-0). Estados Unidos sería el verdugo de los cubanos en cuartos (5-0). En las eliminatorias al Mundial de 2006, siempre dirigidos por Company, Cuba sería un duro escollo para Costa Rica. De hecho, Costa Rica se clasificó a la segunda fase haciendo valer la regla del gol de visitante al empatar las dos series (2-2 en La Habana y 1-1 en San José).
De la mano del técnico nacional Luis Armelio García, Cuba volvió a clasificarse por cuarta vez a la Copa de Oro de 2005, merced al subcampeonato obtenido en la Copa del Caribe de 2005. Esta Copa de Oro fue para el olvido, puesto que los cubanos perdieron sus tres encuentros ante Estados Unidos (1-4), Costa Rica (1-3) y Canadá (1-2), quien se tomaba así la revancha de lo sucedido dos años antes. En la Copa de Oro de 2007, con el avileño Raúl González Triana en el banquillo nacional, Cuba compartió el grupo C del torneo junto a México, Panamá y Honduras. Si bien los cubanos complicaron a sus pares mexicanos (1-2) y le empataron a Panamá (2-2), cayeron estrepitosamente ante Honduras (0-5), despidiéndose del torneo.
Iniciadas las eliminatorias rumbo al Mundial de 2010, bajo la batuta del alemán Reinhold Fanz, los cubanos apearon a Antigua y Barbuda (4-3 y 4-0) en la segunda fase preliminar, clasificándose a la tercera fase, en el mismo grupo que Estados Unidos, Guatemala y Trinidad y Tobago. Los cubanos quedaron últimos, inclusive Fanz fue separado del equipo después de la humillante derrota ante Estados Unidos (6-1) en Washington, el 11 de octubre de 2008, siendo relevado por Raúl González Triana cuyo retorno al banquillo nacional se tradujo por la única victoria cubana en el grupo, ante Guatemala (2-1), el 15 de octubre de 2008.
El tercer lugar obtenido en la Copa del Caribe de 2008 le otorgaba a Cuba una quinta clasificación consecutiva a la Copa de Oro 2009. Sin embargo, la Asociación de Fútbol de Cuba prefirió declinar la invitación al torneo continental siendo sustituida por Haití mediante un sorteo.

### De 2010 a 2019
Cuba inició esta década volviendo a clasificarse a la Copa de Oro 2011. Bajo la dirección técnica de Raúl González Triana y encuadrados en el grupo A junto con México, Costa Rica y El Salvador, los cubanos fueron barridos en sus tres presentaciones: 0-5 ante Costa Rica, 0-5 ante México y 1-6 ante El Salvador, papelón que desató fuertes críticas de la prensa y medios especializados cubanos. El único tanto cubano del torneo fue anotado por Yenier Márquez.
A pesar de este fracaso, Cuba consiguió pasar directamente a la tercera ronda de la clasificación de Concacaf para el Mundial de 2014 gracias a su posición en el ranking FIFA de marzo de 2011. Con el granmense Alexander Chandler González a cargo del proceso y compartiendo el mismo grupo que Honduras, Panamá y Canadá, los cubanos perdieron cinco encuentros de seis y solo pudieron rescatar un magro empate 1-1 en La Habana ante Panamá en la última jornada. No obstante la eliminación, 2012 sería un año destacado para el fútbol cubano, puesto que después de tres tentativas infructuosas (1996, 1999 y 2005), Cuba se coronó campeona de la Copa del Caribe de 2012, de la mano de Walter Benítez, al derrotar a Trinidad y Tobago 1-0 en la final, consiguiendo así su séptima clasificación a la Copa de Oro de 2013.
Cuba empezó de la peor manera este último torneo al encajar severas derrotas en sus dos primeras presentaciones, 0-3 ante Costa Rica y 1-4 ante el local Estados Unidos luego de haber abierto el marcador por intermedio de José Ciprian. Obligados de vencer a Belice por una diferencia de 4 goles en la última jornada de la primera ronda para poder meterse a la segunda fase entre los mejores terceros de la justa, los cubanos consiguieron una victoria histórica de 4-0 sobre sus pares beliceños con un hat trick de Ariel Martínez. Enfrentaron a Panamá en cuartos de final pero no pudieron evitar ser vapuleados 1-6. Curiosamente José Alfonso Pita volvió a abrir el marcador antes de que los cubanos se desplomaran por completo, exactamente como ocurriera ante los Estados Unidos durante la primera fase. Acabado el torneo, el veterano portero Odelín Molina anunció su retiro internacional. este último fue remplazado por Diosvelis Guerra en 2014.
Después de dos años, participaron de la Copa de Oro de 2015 donde quedaron junto a las selecciones de México, Guatemala y Trinidad y Tobago. En su primer duelo perdieron por una goleada de 6-0 frente a México y en su segundo encuentro se enfrentaron a Trinidad y Tobago perdiendo por 2-0. En su último encuentro logran vencer a Guatemala por un marcador de 1-0 logrando pasar con lo justo a los cuartos de final, donde se enfrentan a Estados Unidos y pierden por otra goleada de 6-0 quedando eliminados del torneo.
En 2016, Cuba participa de la Copa del Caribe de 2016 donde se enfrentan a Bermudas y ganan por 2-1 pero después son derrotados 3-0 por Guayana Francesa y no pudieron pasar a la Segunda Ronda por diferencia de goles algo que no le sucedía al equipo desde la Copa del Caribe de 1998 y también no logrando clasificar a la Copa de Oro de 2017. Después de unos meses Cuba disputa un histórico amistoso frente a Estados Unidos en La Habana, pero son derrotados por una mínima diferencia de 2-0.
Para el año 2018 con la nueva Liga de Naciones de la Concacaf, el seleccionado cubano volvería a jugar después de 2 años. Cuba debutaría en la Clasificación de la Liga de Naciones jugando contra la selección de las Islas Turcas y Caicos consiguiendo su mejor resultado internacional por 11-0. El año finalizó de buena manera ganando los dos juegos restantes que quedaban por 2-0 a Granada y 1-0 a República Dominicana.
La década finalizaría de una terrible manera, si bien el 2019 se comenzó bien para Cuba empatando 2-2 y ganando 5-0 a la selección de Bermudas, en el último partido de la Clasificación de la Liga de Naciones perdió por 2-1 contra Haití, posterior a este partido vendría la Copa Oro 2019 donde Cuba fue emparejado con México,  Martinica y Canadá, en este torneo encajaría un total de 17 goles y sin marcar ni uno solo, producto de una tres derrotas, una 3-0 frente a Martinica y dos lamentables goleadas de 7-0 frente a México y Canadá respectivamente.
Los siguientes meses no serían nada alentadores ya que en la Liga A, de la Liga de Naciones le tocó jugar contra Estados Unidos y nuevamente contra Canadá, el 6 de septiembre debuta frente a Canadá con un 6-0 en contra en la ciudad de Toronto y el 10 de septiembre cae de nueva cuenta con este rival pero ahora por 1-0. En octubre cae 7-0 contra Estados Unidos, en Washington D.C. Estados Unidos le repetiría una nueva goleada ahora como visita por 4-0 en noviembre de 2019 y así finalizar la década con un descenso inevitable a la Liga B. Días antes Cuba había enfrentado a un par de partidos a Nicaragua donde salió bien librado con un empate 0-0 y una victoria 1-0.

### Actualidad (desde 2020)
La década arrancaría con una inesperada interrupción en el mundo deportivo debido a la Pandemia de coronavirus que azotó a todo el mundo a finales del 2019 y el año 2020, provocando que el seleccionado cubano tuviera inactividad por ese periodo.
Sin embargo, el día 9 de marzo del 2021, se concreta un día histórico en el seleccionado cubano, al ser por primera vez en la historia que se convocó a futbolistas que juegan en ligas extranjeras para participar en los partidos de las eliminatorias mundialistas para el mundial de Catar 2022 frente a Guatemala y Curazao, el 24 y 28 de ese mes. Ellos fueron: Onel Hernández, futbolista del Norwich City de Inglaterra, Jorge Luis Corrales, del FC Tulsa de Estados Unidos, Carlos Vázquez, del AD Navalcarnero de la 2.ª B de España, Joel Apezteguía, del Tre Fiori de San Marino. El atacante Marcel Hernández, del Alajuelense de Costa Rica, no logró entrar en la convocatoria al no lograr un acuerdo con los directivos de la AFC.
Para la tercera y cuarta fecha de estas eliminatorias, Cuba continuó ampliando la convocatoria de legionarios: Willian Pozo, Strømmen IF de Noruega, Davide Incerti, del Ternana Calcio U19 de Italia; así como Dayron Reyes y Modesto Méndez, del Fort Lauderdale de Estados Unidos, llegaron a reforzar la plantilla dirigida por Pablo Elier Sánchez. Principal gestor de esta revolución dentro del fútbol cubano.
Cuba saldó estas Eliminatorias con dos derrotas ante Guatemala y Curazao (1-0 y 1-2) y dos victorias ante Islas Vírgenes Británicas y San Vicente y las Granadinas (5-0 y 0-1), quedando ubicados en la tercera posición de su grupo, algo que no le alcanzó para la clasificación a la segunda ronda. Con 7 goles a favor y solo 3 en contra, la selección cubana mostró un notable salto de calidad tras la incorporación de sus legionarios, destacando figuras como Maykel Reyes, Luis Paradela, Dairon Reyes y Onel Hernández.
El 3 de julio del 2021, el fútbol cubano vivió uno de los días más oscuros de su historia. La selección mayor debía haber viajado días antes a los Estados Unidos para enfrentar la preliminar de la Copa Oro 2021 ante Guayana Francesa. Sin embargo, el mismo día del partido, aún no había conseguido viajar, por lo cual CONCACAF decidió eliminarla por no presentación. Cuba refirió que el Gobierno de Estados Unidos había negado las visas correspondientes. Días más tarde, la CONCACAF realizó un comunicado dónde aclaraba que, aparte del problema con las visas y la imposibilidad de cumplir con los protocolos contra el Covid-19 por parte de la delegación cubana, algunos "problemas administrativos" por parte de la Asociación de Fútbol de Cuba habían contribuido a que la selección no pudiera presentarse. Situación que sería remitida al Comité Disciplinario de CONCACAF. Estos hechos dejaron muy dolida a la afición cubana que esperaba con ansias poder disfrutar de su selección.
Después de la inactividad en las fechas de septiembre y octubre de 2021, no sería hasta noviembre de ese mismo año que se enfrentaría en dos partidos amistosos a Nicaragua en la capital del país centroamericano. Cuba no pudo contar con todos los jugadores convocados en esos partidos debido a la no obtención de las visas de determinados jugadores que, según la Asociación de Fútbol de Cuba, fue debido a la pandemia del coronavirus y también a las Elecciones electorales que se vivían en Nicaragua en esas fechas, que hicieron más complicado aún el proceso. Sin embargo, a pesar de las grandes ausencias, con solo 16 jugadores, Cuba logró una victoria en el primer partido por 0-3 y terminó siendo derrotada en el segundo por 2-0.
En marzo de 2022, Cuba disputó dos partidos amistosos ante Guatemala y Belice. La convocatoria tuvo una novedad importante e ilusionante para los aficionados cubanos, la incorporación del delantero Marcel Hernández a la selección después de 10 años. El delantero habanero logró ser en el año 2020 el tercer máximo goleador del mundo con 30 goles anotados, solo por detrás de Cristiano Ronaldo y Robert Lewandowski. En esta fecha, Cuba fue derrotada por la mínima ante Guatemala (1-0) y salió victoriosa ante Belice (0-3).
En el mes de junio, arrancaría prácticamente la primera prueba de fuego real de la selección cubana desde la llegada de los legionarios, ya que se jugó las primeras cuatro jornadas de la Liga B de la Liga de Naciones de la Concacaf, donde fueron emparejados en el Grupo A meses atrás con Guadalupe, Antigua y Barbuda y Barbados. En la primera jornada contra Guadalupe, los cubanos salieron derrotados con un marcador de 2-1 en tierras guadalupeñas, con errores defensivos que les pasaron factura, pero siendo demasiado castigo para el juego que se planteó. En la segunda jornada, les correspondía jugar contra Barbados en Cuba por primera vez después de casi 3 años, esta vez en el Estadio Antonio Maceo de Santiago de Cuba. La presencia de su afición se notó en el terreno de juego, habiendo conseguido una victoria importante por goleada de 3-0. Las últimas dos jornadas de ese primera ventana de partidos, se jugó contra Antigua y Barbuda, logrando dos victorias (0-2 y 3-1), logrando así terminar en la primera posición del grupo empatados a puntos con Guadalupe para finalizar esas primeras cuatro jornadas de la competición. Cabe destacar que el delantero Marcel Hernández, quien había vuelto a la selección tres meses atrás, rechazó la convocatoria a última hora.
En marzo de 2023, se jugaría las últimas dos fechas de la Liga de Naciones donde los antillanos se jugaban el ascenso a la Liga A, la oportunidad de luchar por un puesto en la próxima Copa América que se decidirá en la próxima edición del torneo y la tan ansiada clasificación a la próxima Copa Oro a disputarse en Estados Unidos y Canadá. En la penúltima fecha, Cuba logra una victoria ante Barbados por la mínima (0-1) y viajaría a Santiago de Cuba con 3 puntos de ventaja sobre Guadalupe y Antigua y Barbuda en la clasificación para enfrentar en la última fecha a los guadalupeños que lograron convocar a algunos futbolistas de ligas de élite europeas. Los Leones del Caribe se impusieron en un partido complicado a los dirigidos por Jocelyn Angloma con marcador de 1-0, logrando así el primer lugar del grupo, el ascenso y la clasificación directa a la fase de grupos de la Copa Oro.

## Últimos partidos y próximos encuentros
Actualizado al último partido jugado el 10 de junio de 2025
| Fecha      | Ciudad           | Local                 | Resultado | Visitante             | Competición                     |
| ---------- | ---------------- | --------------------- | --------- | --------------------- | ------------------------------- |
| 06-09-2024 | Kingston         | Jamaica               | 0:0       | Cuba                  | Liga Naciones Concacaf 24/25    |
| 10-09-2024 | Santiago de Cuba | Cuba                  | 1:1       | Nicaragua             | Liga Naciones Concacaf 24/25    |
| 10-10-2024 | Santiago de Cuba | Cuba                  | 2:2       | Trinidad y Tobago     | Liga Naciones Concacaf 24/25    |
| 14-10-2024 | Bacolet          | Trinidad y Tobago     | 3:1       | Cuba                  | Liga Naciones Concacaf 24/25    |
| 14-11-2024 | Basseterre       | S. Cristóbal y Nieves | 2:1       | Cuba                  | Clasificación Copa Oro 2025     |
| 18-11-2024 | Santiago de Cuba | Cuba                  | 4:0       | S. Cristóbal y Nieves | Clasificación Copa Oro 2025     |
| 21-03-2025 | Santiago de Cuba | Cuba                  | 1:2       | Trinidad y Tobago     | Clasificación Copa Oro 2025     |
| 25-03-2025 | Puerto España    | Trinidad y Tobago     | 4:0       | Cuba                  | Clasificación Copa Oro 2025     |
| 06-06-2025 | Saint John       | Antigua y Barbuda     | 0:1       | Cuba                  | Clasificación Copa Mundial 2026 |
| 10-06-2025 | Santiago de Cuba | Cuba                  | 1:2       | Bermudas              | Clasificación Copa Mundial 2026 |

## Jugadores

### Última convocatoria
- Lista de futbolistas convocados para los partidos ante  Honduras en la fecha FIFA de octubre correspondiente a la Liga de Naciones 2023-24.

| N.º             | Nombre            | Posición      | Edad    | PJ | Goles | Club                           |
| --------------- | ----------------- | ------------- | ------- | -- | ----- | ------------------------------ |
| 1               | Ismel Morgado     | Portero       | 22 años | 0  | 0     | Sancti Spíritus                |
| 12              | Raiko Arozarena   | Portero       | 28 años | 8  | 0     | Las Vegas Lights Football Club |
| 23              | Nelson Jhonston   | Portero       | 35 años | 12 | 0     | ADR Jicaral                    |
| 2               | Modesto Méndez    | Defensa       | 27 años | 13 | 0     | Lexington SC                   |
| 3               | Mario Peñalver    | Defensa       | 22 años | 6  | 0     | Deportivo Fraijanes            |
| 4               | Carlos Vázquez    | Defensa       | 26 años | 20 | 2     | FC Dornbirn 1913               |
| 5               | Dariel Morejón    | Defensa       | 26 años | 30 | 0     | Santa Ana                      |
| 6               | Yosel Piedra      | Defensa       | 31 años | 37 | 1     | AD San Carlos                  |
| 13              | Jorge Corrales    | Defensa       | 34 años | 48 | 1     | Lexington SC                   |
| 14              | Karel Pérez       | Defensa       | 19 años | 0  | 0     | Santiago de Cuba               |
| 19              | Alejandro Delgado | Defensa       | 22 años | 2  | 0     | Cienfuegos                     |
| 22              | Orlando Calvo     | Defensa       | 26 años | 1  | 0     | FC Artemisa                    |
| 8               | Eduardo Hernández | Mediocampista | 22 años | 7  | 0     | CSD Municipal II               |
| 11              | Romario Torrez    | Mediocampista | 20 años | 4  | 0     | Nacional U-19                  |
| 15              | Yunior Pérez      | Mediocampista | 24 años | 20 | 0     | Deportivo Achuapa              |
| 16              | Rey Rodríguez     | Mediocampista | 22 años | 1  | 0     | La Habana FC                   |
| 7               | Willian Pozo      | Delantero     | 27 años | 20 | 4     | FC KTP                         |
| 9               | Reidel Sánchez    | Delantero     | 21 años | 0  | 0     | Atlético Paso                  |
| 11              | Onel Hernández    | Delantero     | 32 años | 8  | 3     | Norwich City FC                |
| 17              | Daniel Díaz       | Delantero     | 22 años | 9  | 0     | AD San Carlos                  |
| 18              | Yasniel Matos     | Delantero     | 23 años | 19 | 1     | Xelajú MC                      |
| 20              | Cristian Valiente | Delantero     | 25 años | 2  | 0     | Holguín FC                     |
| 23              | Luis Paradela     | Delantero     | 28 años | 34 | 9     | Deportivo Saprissa             |
| Bandera de Cuba | Yunielys Castillo | Entrenador    |         |    |       |                                |

### Más partidos jugados

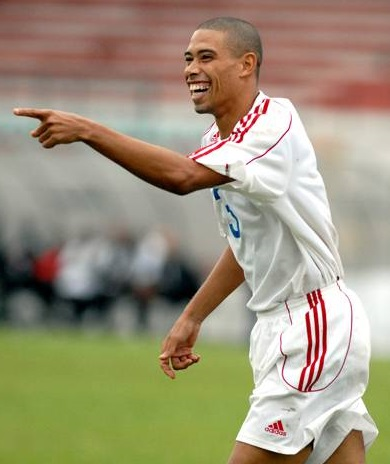
Yénier Márquez es el jugador con más partidos oficiales jugados.

Datos actualizados a 26 de octubre de 2023.
| #  | Jugador             | Período   | Partidos | Goles |
| -- | ------------------- | --------- | -------- | ----- |
| 1  | Yénier Márquez      | 2000-2015 | 126      | 15    |
| 2  | Odelín Molina       | 1996-2013 | 122      | 0     |
| 3  | Jaime Colomé        | 2002-2013 | 82       | 12    |
| 4  | Alexander Cruzata   | 1996-2005 | 74       | 2     |
| 5  | Lázaro Dalcourt     | 1995-2003 | 73       | 21    |
| 6  | Alain Cervantes     | 2003-2016 | 68       | 8     |
| 7  | Silvio Pedro Miñoso | 2002-2008 | 66       | 0     |
| 8  | Reysánder Fernández | 2003-2012 | 65       | 3     |
| 9  | Lester Moré         | 1995-2007 | 62       | 29    |
| 10 | Manuel Bobadilla    | 1995-2001 | 57       | 11    |

### Máximos goleadores

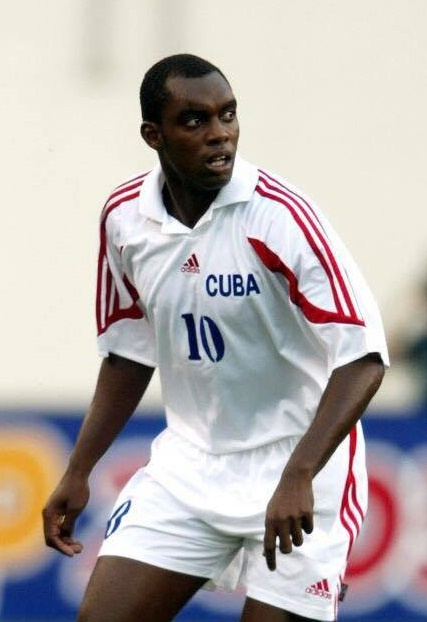
Lester Moré es el máximo goleador histórico.

Datos actualizados a 26 de octubre de 2023.
| #  | Jugador           | Período   | Goles | Partidos |
| -- | ----------------- | --------- | ----- | -------- |
| 1  | Léster Moré       | 1996-2007 | 29    | 62       |
| 2  | Lázaro Dalcourt   | 1995-2003 | 21    | 73       |
| 3  | Roberto Linares   | 2008-2012 | 16    | 42       |
| 4  | Yenier Márquez    | 2000-2015 | 15    | 126      |
| 5  | Eduardo Sebrango  | 1996-1998 | 13    | 23       |
| 6  | Serguei Prado     | 1999-2005 | 12    | 30       |
| 6  | Maikel Galindo    | 2002-2005 | 12    | 33       |
| 6  | Osmin Hernández   | 1995-2004 | 12    | 46       |
| 6  | Jaime Colome      | 2002-2013 | 12    | 82       |
| 10 | Ariel Martínez    | 2006-2015 | 11    | 54       |
| 10 | Reinier Alcantara | 2006-2008 | 11    | 57       |

## Entrenadores
- Antonio Orobio, Gonzalo Piñeiro y Martín Santos (1930)[34][6]
- Károly Katzer (1934)[35][36]
- José Tapia (1938)[35][37][38]
- Marcelino Minsal (1947)[39]
- Juan Arenas (1947)[40]
- Marcelino Minsal (1949)[36][41]
- Emilio Muriente (1955)[42]
- Emilio Muriente (1957)[43]
- Mario López (1960)[44]
- José Antonio Cuervo (1961)[45]
- František Churda (1963–1965)[46]
- Károly Kocza (1966)[35][46]
- László Mohácsi (1967)[46]
- Károly Kocza (1967)[47]
- Kim Yong-ha (1968–1971)[46][48][49]
- Sergio Padrón (1974-1976)[8]
- Roberto Hernández (1978-1980)
- Tibor Ivanics (1980–1981)[35][50]
- Roberto Hernández (1986)[51]
- Giovanni Campari (1990–1996)[52]
- William Bennett Barracks (2000)[53]
- Miguel Company (2000–2004)[54][55]
- Armelio Luis García (2004-05)[56]
- Raúl González Triana (2006-07)[56]
- Reinhold Fanz (2008)[57][58][59]
- Raúl González Triana (2008–2012)[59][60]
- Alexander González (2012)[16]
- Walter Benítez (2012–2015)[61][62]
- Raúl González Triana (2015–2016)[62]
- Julio Valero (2016)[63]
- Raúl Mederos (2016-2017)[64]
- Lorenzo Mambrini (2017–2018)[65][66]
- Raúl Mederos (2018–2019)[67]
- Pablo Elier Sánchez (2019–2023)[67][68]
- Yunielys Castillo (2023–actualidad)[2]

## Uniforme
- Uniforme titular: Camiseta, pantaloneta y medias amarillos.
- Uniforme alternativo: Camiseta, pantaloneta y medias negros.

### Uniformes Titulares
| 2022 | 2025 |

### Uniformes Alternativo
| 2022 | 2025 |

## Estadísticas

### Copa Mundial de Fútbol
| Copa Mundial de Fútbol | Copa Mundial de Fútbol                 | Copa Mundial de Fútbol                 | Copa Mundial de Fútbol                 | Copa Mundial de Fútbol                 | Copa Mundial de Fútbol                 | Copa Mundial de Fútbol                 | Copa Mundial de Fútbol                 |
| Año                    | Ronda                                  | J                                      | G                                      | E                                      | P                                      | GF                                     | GC                                     |
| ---------------------- | -------------------------------------- | -------------------------------------- | -------------------------------------- | -------------------------------------- | -------------------------------------- | -------------------------------------- | -------------------------------------- |
| 1930                   | No participó                           | No participó                           | No participó                           | No participó                           | No participó                           | No participó                           | No participó                           |
| 1934                   | No clasificó                           | No clasificó                           | No clasificó                           | No clasificó                           | No clasificó                           | No clasificó                           | No clasificó                           |
| 1938                   | Cuartos de final                       | 3                                      | 1                                      | 1                                      | 1                                      | 5                                      | 12                                     |
| 1950                   | No clasificó                           | No clasificó                           | No clasificó                           | No clasificó                           | No clasificó                           | No clasificó                           | No clasificó                           |
| 1954                   | Participación denegada[cita requerida] | Participación denegada[cita requerida] | Participación denegada[cita requerida] | Participación denegada[cita requerida] | Participación denegada[cita requerida] | Participación denegada[cita requerida] | Participación denegada[cita requerida] |
| 1958                   | No participó                           | No participó                           | No participó                           | No participó                           | No participó                           | No participó                           | No participó                           |
| 1962                   | No participó                           | No participó                           | No participó                           | No participó                           | No participó                           | No participó                           | No participó                           |
| 1966                   | No clasificó                           | No clasificó                           | No clasificó                           | No clasificó                           | No clasificó                           | No clasificó                           | No clasificó                           |
| 1970                   | Participación denegada[cita requerida] | Participación denegada[cita requerida] | Participación denegada[cita requerida] | Participación denegada[cita requerida] | Participación denegada[cita requerida] | Participación denegada[cita requerida] | Participación denegada[cita requerida] |
| 1974                   | No participó                           | No participó                           | No participó                           | No participó                           | No participó                           | No participó                           | No participó                           |
| 1978                   | No clasificó                           | No clasificó                           | No clasificó                           | No clasificó                           | No clasificó                           | No clasificó                           | No clasificó                           |
| 1982                   | No clasificó                           | No clasificó                           | No clasificó                           | No clasificó                           | No clasificó                           | No clasificó                           | No clasificó                           |
| 1986                   | No participó                           | No participó                           | No participó                           | No participó                           | No participó                           | No participó                           | No participó                           |
| 1990                   | No clasificó                           | No clasificó                           | No clasificó                           | No clasificó                           | No clasificó                           | No clasificó                           | No clasificó                           |
| 1994                   | Se retiró                              | Se retiró                              | Se retiró                              | Se retiró                              | Se retiró                              | Se retiró                              | Se retiró                              |
| 1998                   | No clasificó                           | No clasificó                           | No clasificó                           | No clasificó                           | No clasificó                           | No clasificó                           | No clasificó                           |
| 2002                   | No clasificó                           | No clasificó                           | No clasificó                           | No clasificó                           | No clasificó                           | No clasificó                           | No clasificó                           |
| 2006                   | No clasificó                           | No clasificó                           | No clasificó                           | No clasificó                           | No clasificó                           | No clasificó                           | No clasificó                           |
| 2010                   | No clasificó                           | No clasificó                           | No clasificó                           | No clasificó                           | No clasificó                           | No clasificó                           | No clasificó                           |
| 2014                   | No clasificó                           | No clasificó                           | No clasificó                           | No clasificó                           | No clasificó                           | No clasificó                           | No clasificó                           |
| 2018                   | No clasificó                           | No clasificó                           | No clasificó                           | No clasificó                           | No clasificó                           | No clasificó                           | No clasificó                           |
| 2022                   | No clasificó                           | No clasificó                           | No clasificó                           | No clasificó                           | No clasificó                           | No clasificó                           | No clasificó                           |
| 2026                   | No clasificó                           | No clasificó                           | No clasificó                           | No clasificó                           | No clasificó                           | No clasificó                           | No clasificó                           |
| 2030                   | Por disputarse                         | Por disputarse                         | Por disputarse                         | Por disputarse                         | Por disputarse                         | Por disputarse                         | Por disputarse                         |
| 2034                   | Por disputarse                         | Por disputarse                         | Por disputarse                         | Por disputarse                         | Por disputarse                         | Por disputarse                         | Por disputarse                         |
| Total                  | 1/23                                   | 3                                      | 1                                      | 1                                      | 1                                      | 5                                      | 12                                     |

### Copa de Oro de la Concacaf
| Copa de Oro de la Concacaf | Copa de Oro de la Concacaf | Copa de Oro de la Concacaf | Copa de Oro de la Concacaf | Copa de Oro de la Concacaf | Copa de Oro de la Concacaf | Copa de Oro de la Concacaf | Copa de Oro de la Concacaf |
| Año                        | Ronda                      | J                          | G                          | E                          | P                          | GF                         | GC                         |
| -------------------------- | -------------------------- | -------------------------- | -------------------------- | -------------------------- | -------------------------- | -------------------------- | -------------------------- |
| 1963                       | No participó               | No participó               | No participó               | No participó               | No participó               | No participó               | No participó               |
| 1965                       | Se retiró                  | Se retiró                  | Se retiró                  | Se retiró                  | Se retiró                  | Se retiró                  | Se retiró                  |
| 1967                       | No clasificó               | No clasificó               | No clasificó               | No clasificó               | No clasificó               | No clasificó               | No clasificó               |
| 1969                       | No participó               | No participó               | No participó               | No participó               | No participó               | No participó               | No participó               |
| 1971                       | Cuarto lugar               | 5                          | 1                          | 2                          | 2                          | 5                          | 7                          |
| 1973                       | No participó               | No participó               | No participó               | No participó               | No participó               | No participó               | No participó               |
| 1977                       | No clasificó               | No clasificó               | No clasificó               | No clasificó               | No clasificó               | No clasificó               | No clasificó               |
| 1981                       | Ronda final                | 5                          | 1                          | 2                          | 2                          | 4                          | 8                          |
| 1985                       | No participó               | No participó               | No participó               | No participó               | No participó               | No participó               | No participó               |
| 1989                       | No clasificó               | No clasificó               | No clasificó               | No clasificó               | No clasificó               | No clasificó               | No clasificó               |
| 1991                       | Se retiró                  | Se retiró                  | Se retiró                  | Se retiró                  | Se retiró                  | Se retiró                  | Se retiró                  |
| 1993                       | No participó               | No participó               | No participó               | No participó               | No participó               | No participó               | No participó               |
| 1996                       | No clasificó               | No clasificó               | No clasificó               | No clasificó               | No clasificó               | No clasificó               | No clasificó               |
| 1998                       | Fase de grupos             | 2                          | 0                          | 0                          | 2                          | 2                          | 10                         |
| 2000                       | No clasificó               | No clasificó               | No clasificó               | No clasificó               | No clasificó               | No clasificó               | No clasificó               |
| 2002                       | Fase de grupos             | 2                          | 0                          | 1                          | 1                          | 0                          | 1                          |
| 2003                       | Cuartos de final           | 3                          | 1                          | 0                          | 2                          | 2                          | 8                          |
| 2005                       | Fase de grupos             | 3                          | 0                          | 0                          | 3                          | 3                          | 9                          |
| 2007                       | Fase de grupos             | 3                          | 0                          | 1                          | 2                          | 3                          | 9                          |
| 2009                       | Se retiró                  | Se retiró                  | Se retiró                  | Se retiró                  | Se retiró                  | Se retiró                  | Se retiró                  |
| 2011                       | Fase de grupos             | 3                          | 0                          | 0                          | 3                          | 1                          | 16                         |
| 2013                       | Cuartos de final           | 4                          | 1                          | 0                          | 3                          | 6                          | 13                         |
| 2015                       | Cuartos de final           | 4                          | 1                          | 0                          | 3                          | 1                          | 14                         |
| 2017                       | No clasificó               | No clasificó               | No clasificó               | No clasificó               | No clasificó               | No clasificó               | No clasificó               |
| 2019                       | Fase de grupos             | 3                          | 0                          | 0                          | 3                          | 0                          | 17                         |
| 2021                       | No clasificó               | No clasificó               | No clasificó               | No clasificó               | No clasificó               | No clasificó               | No clasificó               |
| 2023                       | Fase de grupos             | 3                          | 0                          | 0                          | 3                          | 3                          | 9                          |
| 2025                       | No clasificó               | No clasificó               | No clasificó               | No clasificó               | No clasificó               | No clasificó               | No clasificó               |
| Total                      | 12/28                      | 40                         | 5                          | 6                          | 29                         | 30                         | 121                        |

### Liga de Naciones de la Concacaf
| Liga de Naciones de la Concacaf | Liga de Naciones de la Concacaf | Liga de Naciones de la Concacaf | Liga de Naciones de la Concacaf | Liga de Naciones de la Concacaf | Liga de Naciones de la Concacaf | Liga de Naciones de la Concacaf | Liga de Naciones de la Concacaf | Liga de Naciones de la Concacaf | Liga de Naciones de la Concacaf |
| Año                             | L                               | G                               | Ronda                           | J                               | G                               | E                               | P                               | GF                              | GC                              |
| ------------------------------- | ------------------------------- | ------------------------------- | ------------------------------- | ------------------------------- | ------------------------------- | ------------------------------- | ------------------------------- | ------------------------------- | ------------------------------- |
| 2019-20                         | A                               | A                               | Tercer lugar                    | 4                               | 0                               | 0                               | 4                               | 0                               | 18                              |
| 2022-23                         | B                               | A                               | Primer lugar                    | 6                               | 5                               | 0                               | 1                               | 11                              | 3                               |
| 2023-24                         | A                               | B                               | Cuarto lugar                    | 4                               | 1                               | 2                               | 1                               | 1                               | 4                               |
| 2024-25                         | A                               | B                               | Quinto lugar                    | 4                               | 0                               | 3                               | 1                               | 4                               | 6                               |
| Total                           | Total                           | Total                           | 4/4                             | 18                              | 6                               | 5                               | 7                               | 16                              | 31                              |

### Copa NAFC
| Copa NAFC | Copa NAFC    | Copa NAFC | Copa NAFC | Copa NAFC | Copa NAFC | Copa NAFC | Copa NAFC |
| Año       | Ronda        | J         | G         | E         | P         | GF        | GC        |
| --------- | ------------ | --------- | --------- | --------- | --------- | --------- | --------- |
| 1947      | Subcampeón   | 2         | 1         | 0         | 1         | 6         | 5         |
| 1949      | Tercer lugar | 4         | 0         | 1         | 3         | 3         | 11        |
| Total     | 2/2          | 6         | 1         | 1         | 4         | 9         | 16        |

### Copa CCCF
| Copa CCCF   | Copa CCCF     | Copa CCCF    | Copa CCCF    | Copa CCCF    | Copa CCCF    | Copa CCCF    | Copa CCCF    |
| Año         | Ronda         | J            | G            | E            | P            | GF           | GC           |
| ----------- | ------------- | ------------ | ------------ | ------------ | ------------ | ------------ | ------------ |
| 1941 - 1951 | No participó  | No participó | No participó | No participó | No participó | No participó | No participó |
| 1955        | Séptimo lugar | 6            | 1            | 0            | 5            | 3            | 17           |
| 1957        | Quinto lugar  | 4            | 0            | 0            | 4            | 1            | 11           |
| 1960        | Quinto lugar  | 4            | 1            | 0            | 3            | 5            | 12           |
| 1961        | Quinto lugar  | 4            | 0            | 0            | 4            | 2            | 9            |
| Total       | 4/10          | 18           | 2            | 0            | 16           | 11           | 49           |

## Torneos regionales de la CFU

### Copa de Naciones de la CFU
| Copa de Naciones de la CFU | Copa de Naciones de la CFU | Copa de Naciones de la CFU | Copa de Naciones de la CFU | Copa de Naciones de la CFU | Copa de Naciones de la CFU | Copa de Naciones de la CFU | Copa de Naciones de la CFU |
| Año                        | Ronda                      | J                          | G                          | E                          | P                          | GF                         | GC                         |
| -------------------------- | -------------------------- | -------------------------- | -------------------------- | -------------------------- | -------------------------- | -------------------------- | -------------------------- |
| 1978                       | No participó               | No participó               | No participó               | No participó               | No participó               | No participó               | No participó               |
| 1979                       | Se retiró                  | Se retiró                  | Se retiró                  | Se retiró                  | Se retiró                  | Se retiró                  | Se retiró                  |
| 1981                       | No participó               | No participó               | No participó               | No participó               | No participó               | No participó               | No participó               |
| 1983                       | No participó               | No participó               | No participó               | No participó               | No participó               | No participó               | No participó               |
| 1985                       | No participó               | No participó               | No participó               | No participó               | No participó               | No participó               | No participó               |
| 1988                       | No participó               | No participó               | No participó               | No participó               | No participó               | No participó               | No participó               |
| Total                      | 0/6                        | -                          | -                          | -                          | -                          | -                          | -                          |

### Copa del Caribe
| Copa del Caribe | Copa del Caribe | Copa del Caribe | Copa del Caribe | Copa del Caribe | Copa del Caribe | Copa del Caribe | Copa del Caribe |
| Año             | Ronda           | J               | G               | E               | P               | GF              | GC              |
| --------------- | --------------- | --------------- | --------------- | --------------- | --------------- | --------------- | --------------- |
| 1989            | No participó    | No participó    | No participó    | No participó    | No participó    | No participó    | No participó    |
| 1990            | No participó    | No participó    | No participó    | No participó    | No participó    | No participó    | No participó    |
| 1991            | Se retiró       | Se retiró       | Se retiró       | Se retiró       | Se retiró       | Se retiró       | Se retiró       |
| 1992            | Cuarto lugar    | 5               | 2               | 2               | 1               | 4               | 2               |
| 1993            | No participó    | No participó    | No participó    | No participó    | No participó    | No participó    | No participó    |
| 1994            | Se retiró       | Se retiró       | Se retiró       | Se retiró       | Se retiró       | Se retiró       | Se retiró       |
| 1995            | Tercer lugar    | 5               | 3               | 0               | 2               | 9               | 6               |
| 1996            | Subcampeón      | 5               | 3               | 1               | 1               | 7               | 2               |
| 1997            | No participó    | No participó    | No participó    | No participó    | No participó    | No participó    | No participó    |
| 1998            | No clasificó    | No clasificó    | No clasificó    | No clasificó    | No clasificó    | No clasificó    | No clasificó    |
| 1999            | Subcampeón      | 5               | 4               | 0               | 1               | 9               | 3               |
| 2001            | Cuarto lugar    | 5               | 1               | 2               | 2               | 5               | 7               |
| 2005            | Subcampeón      | 3               | 2               | 0               | 1               | 5               | 2               |
| 2007            | Tercer lugar    | 5               | 2               | 1               | 2               | 7               | 6               |
| 2008            | Cuarto lugar    | 5               | 2               | 2               | 1               | 7               | 4               |
| 2010            | Tercer lugar    | 5               | 3               | 1               | 1               | 5               | 4               |
| 2012            | Campeón         | 5               | 4               | 0               | 1               | 5               | 2               |
| 2014            | Cuarto lugar    | 4               | 1               | 2               | 1               | 5               | 5               |
| 2016            | No clasificó    | No clasificó    | No clasificó    | No clasificó    | No clasificó    | No clasificó    | No clasificó    |
| Total           | 11/19           | 52              | 27              | 11              | 14              | 68              | 43              |

## Ranking

### Clasificación FIFA
Puntuación en el Ranking de la Selección de Cuba tras finalizar cada año.
| 1993     | 1994     | 1995     | 1996     | 1997     | 1998     | 1999     | 2000     | 2001     | 2002     | 2003     | 2004     | 2005     | 2006     | 2007     |
| -------- | -------- | -------- | -------- | -------- | -------- | -------- | -------- | -------- | -------- | -------- | -------- | -------- | -------- | -------- |
| 159      | 175      | 96       | 68       | 88       | 107      | 77       | 77       | 76       | 71       | 75       | 76       | 75       | 46       | 71       |
| X 1      | X 1      | 21 ptos  | 36 ptos  | 34 ptos  | 30 ptos  | 441 ptos | 475 ptos | 509 ptos | 496 ptos | 515 ptos | 532 ptos | 546 ptos | 641 ptos | 453 ptos |
| 2008     | 2009     | 2010     | 2011     | 2012     | 2013     | 2014     | 2015     | 2016     | 2017     | 2018 2   | 2019     | 2020     | 2021     | 2022     |
| 79       | 119      | 62       | 115      | 100      | 100      | 113      | 91       | 151      | 180      | 174      | 179      | 180      | 179      | 168      |
| 439 ptos | 218 ptos | 512 ptos | 290 ptos | 355 ptos | 334 ptos | 271 ptos | 377 ptos | 180 ptos | 91 ptos  | 963 ptos | 936 ptos | 936 ptos | 949 ptos | 979 ptos |
| 2023     |          |          |          |          |          |          |          |          |          |          |          |          |          |          |
| 169      |          |          |          |          |          |          |          |          |          |          |          |          |          |          |
| 980 ptos |          |          |          |          |          |          |          |          |          |          |          |          |          |          |

## Palmarés

### Selección mayor (absoluta)
- Copa del Caribe (1): 2012.
  - Subcampeón: 1996, 1999 y 2005.
- Juegos Centroamericanos y del Caribe*:
  -  Medalla de oro (1): 1930.
- Copa NAFC: 
  - Subcampeón: 1947.

(*) Las primeras ediciones de los Juegos Centroamericanos y del Caribe fueron disputadas por selecciones absolutas.

### Selecciónamateur
A continuación se reseñan los títulos y resultados relevantes en Juegos Panamericamos y Centroamericanos y del Caribe. El portal rsssf.com considera los partidos de estos torneos como internacionales (pertenecientes a la selección absoluta) hasta 1987 en el caso de los Juegos Panamericanos y 1986 en los Juegos Centroamericanos y del Caribe, aunque la FIFA noconsidera oficiales los partidos jugados por la selección cubana en los dichos juegos. Cabe resaltar que las selecciones que jugaban los Juegos Panamericanos y Centroamericanos y del Caribe hasta las fechas mencionadas eran amateurs.
- Fútbol en los Juegos Panamericanos:
  -  Medalla de plata (1): 1979.
  -  Medalla de bronce (1): 1971.
- Juegos Centroamericanos y del Caribe:
  -  Medalla de oro (4): 1970, 1974, 1978 y 1986.
  -  Medalla de bronce (2): 1966 y 1982.
- Preolímpico de Concacaf *:
  -  Tercer lugar: 1976 y 1984.

(*) Solo a partir de 1992 el Preolímpico fue disputado por selecciones Sub-23.

### Selección sub-23
- Fútbol en los Juegos Panamericanos:
  -  Medalla de bronce (1): 1991.

### Selección Sub-20 (Juvenil)
- Campeonato Sub-20 de la Concacaf:
  - Subcampeón: 1970 y 1974.
  - Tercer lugar: 1973.

### Selección Sub-17 (Pre-Juvenil)
- Campeonato Sub-17 de la Concacaf (1): 1988*.
  - Tercer lugar: 1991.

(*) Hasta 1994 fue un torneo Sub-16.